# David Sánchez (piłkarz)
David Sánchez Rodríguez (ur. 25 lipca 1982 w Sewilli) – hiszpański piłkarz występujący na pozycji pomocnika w Cádiz CF.

## Statystyki klubowe
| Sezon   | Klub                  | Kraj      | Liga               | Mecze | Bramki | Puchar krajowe | Mecze | Bramki |
| ------- | --------------------- | --------- | ------------------ | ----- | ------ | -------------- | ----- | ------ |
| 2001/02 | FC Barcelona B        | Hiszpania | Segunda División B | 33    | 7      | –              | –     | –      |
| 2002/03 | FC Barcelona B        | Hiszpania | Segunda División B | 41    | 7      | –              | –     | –      |
| 2003/04 | Albacete Balompié     | Hiszpania | Primera División   | 29    | 1      | Puchar Króla   | 1     | 0      |
| 2004/05 | Albacete Balompié     | Hiszpania | Primera División   | 18    | 0      | Puchar Króla   | 2     | 0      |
| 2004/05 | Deportivo Alavés      | Hiszpania | Segunda División   | 8     | 1      | –              | –     | –      |
| 2005/06 | Albacete Balompié     | Hiszpania | Segunda División   | 24    | 2      | Puchar Króla   | 3     | 0      |
| 2006/07 | Albacete Balompié     | Hiszpania | Segunda División   | 36    | 1      | –              | –     | –      |
| 2007/08 | Gimnàstic Tarragona   | Hiszpania | Segunda División   | 17    | 1      | Puchar Króla   | 1     | 0      |
| 2008/09 | Politehnica Timișoara | Rumunia   | Liga I             | 1     | 0      | –              | –     | –      |
| 2008/09 | Gloria Buzău          | Rumunia   | Liga I             | 11    | 0      | –              | –     | –      |
| 2009/10 | Castellón             | Hiszpania | Segunda División   | 0     | 0      | –              | –     | –      |
| 2010/11 | Elche CF              | Hiszpania | Segunda División   | 28    | 2      | –              | –     | –      |
| 2011/12 | Atlético Baleares     | Hiszpania | Segunda División B | 35    | 3      | –              | –     | –      |
| 2012/13 | Atlético Baleares     | Hiszpania | Segunda División B | 37    | 4      | Puchar Króla   | 1     | 0      |
| 2013/14 | Gimnàstic Tarragona   | Hiszpania | Segunda División B | 38    | 1      | Puchar Króla   | 5     | 0      |
| 2014/15 | Melilla               | Hiszpania | Segunda División B | 37    | 13     | –              | –     | –      |
| 2015/16 | Melilla               | Hiszpania | Segunda División B | 16    | 4      | Puchar Króla   | 1     | 0      |
| 2015/16 | Cádiz CF              | Hiszpania | Segunda División B | 30    | 1      | Puchar Króla   | 1     | 0      |

Stan na: 17 lipca 2016 r.